# Julio César Baldivieso
Pour les articles homonymes, voir Baldivieso.
Julio César Baldivieso est un footballeur international bolivien né le 2 décembre 1971 à Cochabamba. Il évolue au poste de milieu offensif, avant de se reconvertir comme entraîneur.

## Biographie

### Carrière de joueur
Ce milieu de terrain offensif connaît de nombreux clubs, notamment en Bolivie (Jorge Wilstermann Cochabamba, Bolívar, Aurora Cochabamba), en Argentine (Newell's Old Boys), au Japon (Yokohama Marinos), en Équateur (Barcelona Sporting Club), au Chili (Cobreola), en Arabie Saoudite (Al Nasr Riyad) et au Qatar (Al Wakrah).
Il reçoit 85 sélections en équipe de Bolivie entre 1991 et 2005, inscrivant 15 buts.
Il participe avec l'équipe de Bolivie à cinq Copa América : en 1991, 1993, 1995, 1997, et enfin 2001. Il est finaliste de cette compétition en 1997, en étant battu par le Brésil.
Il participe également avec la Bolivie à la Coupe du monde 1994 organisée aux États-Unis. Lors de la phase finale du mondial, il joue deux matchs : contre l'Allemagne, et la Corée du Sud. Il dispute également 7 matchs rentrant dans le cadre des éliminatoires du mondial 1994, 8 matchs rentrant dans le cadre des éliminatoires du mondial 1998, 11 matchs rentrant dans le cadre des éliminatoires du mondial 2002, et enfin 6 matchs rentrant dans le cadre des éliminatoires du mondial 2006. Il inscrit 9 buts lors de ces éliminatoires.

### Carrière d'entraîneur
En juillet 2009, il est licencié par son club, l'Aurora Cochabamba, pour avoir fait jouer son fils, Mauricio, âgé de seulement 12 ans.
En août 2015, il est nommé sélectionneur de la Bolivie. Il se retire en 2016.
- 2008-2009 :  Club Aurora
- avril 2011-oct. 2011 :  Club Aurora
- février 2012-2012 :  Real Potosi
- mars 2013-décembre 2013 :  Nacional Potosi
- janvier 2014-2014 :  CD San José
- 2014-décembre 2014 :  CD Jorge Wilstermann
- janvier 2015-mars 2015 :  Universitario de Sucre
- août 2015-juillet 2016 :  Bolivie
- déc. 2016-déc. 2017 :  Carabobo FC
- déc. 2017-avr. 2018 :  Palestine
- fév. 2019-déc. 2019 :  Club Always Ready
- jan. 2020-déc. 2020 :  Club Aurora
- jan. 2021-mars 2021 :  CA Palmaflor
- mars 2022-2022 :  Royal Pari FC
- 2022-sep. 2022 :  Club Always Ready
- août 2024-oct. 2024 :  CD San José

## Statistiques

### En sélection nationale
| Saison                | Sélection             | Phases finales        | Phases finales | Phases finales | Éliminatoires CDM | Éliminatoires CDM | Matchs amicaux | Matchs amicaux | Total | Total |
| Saison                | Sélection             | Compétition           | M              | B              | M                 | B                 | M              | B              | M     | B     |
| --------------------- | --------------------- | --------------------- | -------------- | -------------- | ----------------- | ----------------- | -------------- | -------------- | ----- | ----- |
| 1990-1991             | Bolivie               | Copa América 1991     | 4              | 0              | -                 | -                 | 1              | 0              | 5     | 0     |
| 1992-1993             | Bolivie               | Copa América 1993     | 3              | 0              | 2                 | 0                 | 5              | 0              | 10    | 0     |
| 1993-1994             | Bolivie               | Coupe du monde 1994   | 2              | 0              | 5                 | 0                 | 11             | 1              | 18    | 1     |
| 1994-1995             | Bolivie               | Copa América 1995     | 4              | 0              | -                 | -                 | 4              | 1              | 8     | 1     |
| 1995-1996             | Bolivie               | -                     | -              | -              | 2                 | 2                 | 9              | 1              | 11    | 3     |
| 1996-1997             | Bolivie               | Copa América 1997     | 5              | 2              | 5                 | 0                 | -              | -              | 10    | 2     |
| 1997-1998             | Bolivie               | -                     | -              | -              | 1                 | 0                 | -              | -              | 1     | 0     |
| 1999-2000             | Bolivie               | -                     | -              | -              | 4                 | 1                 | 1              | 1              | 5     | 2     |
| 2000-2001             | Bolivie               | Copa América 2001     | 3              | 0              | 4                 | 2                 | -              | -              | 7     | 2     |
| 2001-2002             | Bolivie               | -                     | -              | -              | 3                 | 3                 | -              | -              | 3     | 3     |
| 2003-2004             | Bolivie               | Copa América 2004     | -              | -              | 4                 | 1                 | 1              | 0              | 5     | 1     |
| 2004-2005             | Bolivie               | -                     | -              | -              | 2                 | 0                 | -              | -              | 2     | 0     |
| Total sur la carrière | Total sur la carrière | Total sur la carrière | 21             | 2              | 32                | 9                 | 32             | 4              | 85    | 15    |

### Liste des buts inscrits en sélection
| Buts | Date              | Lieu              | Match      | Score | Compétition                                   |
| 1    | 26 mars 1994      | Dallas            | États-Unis | 2-2   | Match amical                                  |
| 2    | 18 juin 1995      | Valera            | Venezuela  | 3-1   | Match amical                                  |
| 3    | 11 février 1996   | Lima              | Pérou      | 3-1   | Match amical                                  |
| 4    | 24 avril 1996     | Buenos Aires      | Argentine  | 1-3   | Qualifications de la Coupe du monde de 1998   |
| 5    | 7 juillet 1996    | La Paz            | Venezuela  | 6-1   | Qualifications de la Coupe du monde de 1998   |
| 6    | 15 juin 1997      | La Paz            | Pérou      | 2-0   | Copa América 1997                             |
| 7    | 18 juin 1997      | La Paz            | Uruguay    | 1-0   | Copa América 1997                             |
| 8    | 5 mars 2000       | La Paz            | Haïti      | 9-2   | Match amical                                  |
| 9    | 2 juin 2000       | San Cristóbal     | Venezuela  | 2-4   | Qualifications de la Coupe du monde de 2002   |
| 10   | 3 juin 2001       | La Paz            | Venezuela  | 5-0   | Qualifications de la Coupe du monde de 2002   |
| 11   | 3 juin 2001       | La Paz            | Venezuela  | 5-0   | Qualifications de la Coupe du monde de 2002   |
| 12   | 14 août 2001      | Santiago du Chili | Chili      | 2-2   | Qualifications de la Coupe du monde de 2002   |
| 13   | 7 novembre 2001   | La Paz            | Brésil     | 3-1   | Qualifications pour la Coupe du monde de 2002 |
| 14   | 7 novembre 2001   | La Paz            | Brésil     | 3-1   | Qualifications pour la Coupe du monde de 2002 |
| 15   | 10 septembre 2003 | La Paz            | Colombie   | 4-0   | Qualifications pour la Coupe du monde de 2006 |

## Palmarès
- Finaliste de la Copa América en 1997 avec l'équipe de Bolivie
- Vainqueur de la Coupe de Bolivie en 1991 avec le Jorge Wilstermann Cochabamba
- Champion de Bolivie en 1992, 1994 et 1996 avec le Club Bolívar
- Vainqueur du Tournoi de clôture du championnat de Bolivie en 2008 avec le Club Aurora